# Vyara
Vyara é uma cidade e um município no distrito de Surat, no estado indiano de Guzerate.

## Geografia
Vyara está localizada a 21° 07′ N, 73° 24′ L. Tem uma altitude média de 69 metros (226 pés).

## Demografia
Segundo o censo de 2001, Vyara tinha uma população de 36,213 habitantes. Os indivíduos do sexo masculino constituem 50% da população e os do sexo feminino 50%. Vyara tem uma taxa de alfabetização de 74%, superior à média nacional de 59.5%: a literacia no sexo masculino é de 78% e no sexo feminino é de 69%. Em Vyara, 11% da população está abaixo dos 6 anos de idade.